# Tour de Lille
Tour de Lille (früher Tour du Crédit-Lyonnais) ist der Name eines Wolkenkratzers in der Bürostadt Euralille der nordfranzösischen Stadt Lille. Mit dem Bau wurde im Jahr 1991 begonnen. Seit seiner Fertigstellung im Jahr 1995 ist der 120 Meter hohe Büroturm das größte Hochhaus der Stadt. Das Gebäude verfügt über 20 oberirdische Etagen und über eine Fläche von etwa 18.135 Quadratmetern. Entworfen wurde der Wolkenkratzer vom Architekten Christian de Portzamparc. Das Gebäude überspannt den Bahnhof Lille-Europe.
Das Gebäude ist nach den Bürotürmen Tour Part-Dieu in Lyon, Tour CMA-CGM in Marseille und Tour Bretagne in Nantes das vierthöchste in Frankreich außerhalb des Großraums Paris (siehe: Liste der Hochhäuser in der Île-de-France).
Die nächstgelegene Metrostation ist Gare Lille-Europe, der nächstgelegene Bahnhof ist Lille-Europe.